# تشارلز واشنطن بيرد
تشارلز واشنطن بيرد (بالإنجليزية: Charles Washington Baird)‏ هو مؤرخ أمريكي، ولد في 28 أغسطس 1828 في برينستون في الولايات المتحدة، وتوفي في 10 فبراير 1887 في نيويورك في الولايات المتحدة.